# Neotrichoporoides aeneicorpus
Neotrichoporoides aeneicorpus är en stekelart som först beskrevs av Girault och Alan Parkhurst Dodd 1915.  Neotrichoporoides aeneicorpus ingår i släktet Neotrichoporoides och familjen finglanssteklar. Inga underarter finns listade i Catalogue of Life.